# Dactyloscirus illutus
Dactyloscirus illutus är en spindeldjursart som beskrevs av Inayatullah 1996. Dactyloscirus illutus ingår i släktet Dactyloscirus och familjen Cunaxidae. Inga underarter finns listade i Catalogue of Life.